# Thaila Ayala
Thaila Ayala Sales (n. 14 aprilie 1986, Presidente Prudente, São Paulo, Brazilia) este o actriță braziliană.
Ea a debutat ca protagonistă în telenovela pentru adolescenți Malhação (2007) și la scurt timp după aceea a jucat în alte telenovele de succes, ca de exemplu: Caminho das Índias (2009), TiTiTi (2010) și Cheias de Charme (2012).